# Jeffrey Lynn
Jeffrey Lynn (16 de febrero de 1909 - 24 de noviembre de 1995) fue un actor estadounidense.

## Biografía
Su verdadero nombre era Ragnar Godfrey Lind, y nació en Auburn, Massachusetts. 
Antes de dedicarse a la interpretación, Lynn fue maestro de escuela. Inició su carrera cinematográfica en Hollywood debutando en el film Out Where the Stars Begin (1938). Ese mismo año consiguió un notable éxito al actuar junto a las Hermanas Lane en la película Four Daughters, rodando tres secuelas de la misma, Daughters Courageous (1939), Four Wives (1939) y Four Mothers (1941), en todas las cuales Lynn repitió papel.
Tras el éxito de Four Daughters, Lynn pasó una prueba de cámara para el papel de Ashley Wilkes en Lo que el viento se llevó (1939). Fue considerado el favorito para el personaje, con un gran parecido físico con el personaje de la obra. Lynn interpretó a Ashley mientras duraron las pruebas de pantalla para la elección de la actriz adecuada para encarnar a Scarlett O’Hara. Sin embargo, finalmente David O. Selznick escogió como Ashley al más famoso y experimentado Leslie Howard. 
En cambio, Lynn actuó en Los violentos años veinte (1939), un film sobre gánsteres que le reunió con la estrella de Four Daughters, Priscilla Lane, así como con Humphrey Bogart y James Cagney. En esta producción Lynn cosechó excelentes críticas.  Este éxito tuvo continuidad con películas como The Fighting 69th (1940, en la cual encarnaba al poeta y soldado Joyce Kilmer), It All Came True (1940), All This and Heaven Too (1940) y Million Dollar Baby (1941). 
Su carrera cinematográfica se vio interrumpida con el inicio de la Segunda Guerra Mundial, y cuando volvió a la pantalla en 1948 ya no fue capaz de recuperar su antiguo estatus, aunque trabajó en Carta a tres esposas (1949), film de notable éxito. Sin embargo, en los años sesenta consiguió actuaciones destacadas en Butterfield 8 (1960) y Tony Rome (1967).  
En el medio televisivo trabajó en los años cincuenta en series como Robert Montgomery Presents, Your Show of Shows, My Son Jeep (con el joven actor Martin Huston), y Lux Video Theatre. Así mismo trabajó como actor teatral, participando en espectáculos del circuito de Broadway como Lo and Behold! (1952), Any Wednesday (1966) y Dinner at Eight (1967). 
Tras el inicio del declive de su carrera artística, particularmente en los años cincuenta, Lynn se dedicó al negocio inmobiliario, relegando su actividad como actor a un segundo término. 
Su última actuación fue como artista invitado en Murder, She Wrote en 1987, una secuela televisiva del largometraje Strange Bargain (1949), en la cual se reunió con su antigua compañera de reparto, Martha Scott.
Jeffrey Lynn falleció en Burbank, California, en 1995, por causas naturales. Tenía 86 años de edad. Fue enterrado en el Cementerio Forest Lawn Memorial Park de Hollywood Hills, California.